# Dreamcatcher (Иън Гилън)
Dreamcatcher е студиен албум на вокала на Deep Purple Иън Гилън, издаден през 1997 г.